# Promozione Abruzzo 1986-1987
Nella stagione 1986-1987 la Promozione era sesto livello del calcio italiano (il massimo livello regionale). Qui vi sono le statistiche relative al campionato in Abruzzo.
Il campionato è strutturato in vari gironi all'italiana su base regionale, gestiti dai Comitati Regionali di competenza. Promozioni alla categoria superiore e retrocessioni in quella inferiore non erano sempre omogenee; erano quantificate all'inizio del campionato dal Comitato Regionale secondo le direttive stabilite dalla Lega Nazionale Dilettanti, ma flessibili, in relazione al numero delle società retrocesse dal Campionato Interregionale e perciò, a seconda delle varie situazioni regionali, la fine del campionato poteva avere degli spareggi sia di promozione che di retrocessione.

## Squadre partecipanti
| Club                      | Città                         |
| ------------------------- | ----------------------------- |
| A.C. Alba Adriatica       | Alba Adriatica (TE)           |
| Pol. Avezzano             | Avezzano (AQ)                 |
| A.S. Bellante             | Bellante (TE)                 |
| A.S. Carsoli              | Carsoli (AQ)                  |
| U.S. Gioia                | Gioia dei Marsi (AQ)          |
| S.S. Lycia                | Lecce nei Marsi (AQ)          |
| Pol. Monte Velino         | Magliano dei Marsi (AQ)       |
| A.S. Morro d'Oro          | Morro d'Oro (TE)              |
| A.S. Mosciano             | Mosciano Sant'Angelo (TE)     |
| A.S.D. Atletico Nepezzano | Nepezzano (TE)                |
| F.C. Nereto               | Nereto (TE)                   |
| A.S.C. Notaresco          | Notaresco (TE)                |
| S.S. Ortigia              | Ortucchio (AQ)                |
| S.P. Rosetana             | Roseto degli Abruzzi (TE)     |
| A.S. Santegidiese Calcio  | Sant'Egidio alla Vibrata (TE) |
| S.S. Tagliacozzo          | Tagliacozzo (AQ)              |

### Classifica finale
|  | Pos. | Squadra            | Pt | G  | V  | N  | P  | GF | GS | DR  |
|  | ---- | ------------------ | -- | -- | -- | -- | -- | -- | -- | --- |
|  | 1.   | Avezzano           | 49 | 30 | 20 | 9  | 1  | 70 | 16 | +54 |
|  | 2.   | Tagliacozzo        | 40 | 30 | 14 | 14 | 4  | 54 | 29 | +25 |
|  | 3.   | Rosetana           | 39 | 30 | 15 | 9  | 6  | 34 | 15 | +19 |
|  | 4.   | Ortygia            | 37 | 30 | 13 | 11 | 6  | 31 | 24 | +7  |
|  | 5.   | Mosciano           | 34 | 30 | 13 | 8  | 9  | 35 | 30 | +5  |
|  | 6.   | Alba Adriatica     | 33 | 30 | 9  | 15 | 6  | 30 | 29 | +1  |
|  | 7.   | Santegidiese       | 32 | 30 | 10 | 12 | 8  | 33 | 29 | +4  |
|  | 8.   | Lycia              | 32 | 30 | 9  | 14 | 7  | 34 | 26 | +8  |
|  | 9.   | Gioia              | 26 | 30 | 6  | 14 | 10 | 23 | 28 | -5  |
|  | 10.  | Monte Velino       | 26 | 30 | 8  | 10 | 12 | 27 | 34 | -7  |
|  | 11.  | Carsoli            | 26 | 30 | 11 | 4  | 15 | 32 | 48 | -16 |
|  | 12.  | Bellante           | 25 | 30 | 7  | 11 | 12 | 28 | 41 | -13 |
|  | 13.  | Nereto             | 22 | 30 | 5  | 12 | 13 | 18 | 30 | -12 |
|  | 14.  | Atletico Nepezzano | 22 | 30 | 4  | 14 | 12 | 18 | 33 | -15 |
|  | 15.  | Notaresco          | 20 | 30 | 5  | 10 | 15 | 24 | 47 | -23 |
|  | 16.  | Morro d'Oro        | 17 | 30 | 3  | 11 | 16 | 18 | 50 | -32 |

## Squadre partecipanti
| Club                    | Città             |
| ----------------------- | ----------------- |
| Pol. Ate Tixa           | Atessa (CH)       |
| A.S. Altinese           | Altino (CH)       |
| A.C. Casalbordino       | Casalbordino (CH) |
| A.S. Casoli             | Casoli (TE)       |
| S.S. Castellamare PE 74 | Pescara           |
| A.S. Guardiagrele       | Guardiagrele (CH) |
| A.C. Ortona             | Ortona (CH)       |
| G.S. Raiano             | Raiano (AQ)       |
| A.C. Renato Curi        | Pescara           |
| S.S.C. Sambuceto Globo  | Chieti            |
| U.S. San Salvo          | San Salvo (CH)    |
| U.S. Scaloriver         | Chieti (CH)       |
| S.S. Sulmona            | Sulmona (AQ)      |
| U.S. Termoli            | Termoli (CB)      |
| U.S. Tollo              | Tollo (CH)        |
| A.C. Vasto 82           | Vasto (CH)        |

### Classifica finale
|  | Pos. | Squadra            | Pt | G  | V  | N  | P  | GF | GS | DR  |
|  | ---- | ------------------ | -- | -- | -- | -- | -- | -- | -- | --- |
|  | 1.   | Sulmona            | 48 | 30 | 20 | 8  | 2  | 54 | 15 | +39 |
|  | 2.   | Tollo              | 44 | 30 | 19 | 6  | 5  | 48 | 21 | +27 |
|  | 3.   | Renato Curi        | 42 | 30 | 17 | 8  | 5  | 47 | 20 | +27 |
|  | 4.   | Raiano             | 41 | 30 | 16 | 9  | 5  | 43 | 25 | +18 |
|  | 5.   | Altinese           | 38 | 30 | 12 | 14 | 4  | 32 | 23 | +9  |
|  | 6.   | Casalbordino       | 32 | 30 | 12 | 8  | 10 | 32 | 30 | +2  |
|  | 7.   | Guardiagrele       | 31 | 30 | 8  | 15 | 7  | 35 | 28 | +7  |
|  | 8.   | Termoli            | 29 | 30 | 11 | 7  | 12 | 34 | 30 | +4  |
|  | 9.   | San Salvo          | 27 | 30 | 9  | 9  | 12 | 27 | 30 | -3  |
|  | 10.  | Castellamare PE 74 | 25 | 30 | 7  | 11 | 12 | 25 | 42 | -17 |
|  | 11.  | Ate Tixa           | 24 | 30 | 9  | 6  | 15 | 25 | 29 | -4  |
|  | 12.  | Vasto 82           | 23 | 30 | 8  | 7  | 15 | 33 | 44 | -11 |
|  | 13.  | Sambuceto Globo    | 22 | 30 | 6  | 10 | 14 | 15 | 33 | -18 |
|  | 14.  | Ortona             | 21 | 30 | 6  | 9  | 15 | 17 | 35 | -18 |
|  | 15.  | Casoli             | 17 | 30 | 4  | 9  | 17 | 18 | 46 | -28 |
|  | 16.  | Scaloriver         | 16 | 30 | 2  | 12 | 16 | 12 | 46 | -34 |